# Equitazione ai Giochi della VII Olimpiade - Concorso completo a squadre
La competizione del concorso completo a squadre di equitazione dai Giochi della VII Olimpiade si è svolta dal 6 al 10 settembre 1920 nei pressi di Anversa.
Quattro concorrenti per nazione. I migliori tre risultati della prova individuale erano validi per la classifica finale.
La prova era così composta:
- 6 settembre - Prova di cross-country di 50 km, di cui 5 km erano con 20 ostacoli a Merksem.
- 8 settembre - Prova di cross-country di 20 km, di cui 4 km con siepi presso l'Hoogboom Country Club a Kapellen.
- 10 settembre - Prova di salto ad ostacoli presso lo stadio Olimpico di Anversa

## Classifica finale
| Pos.    | Nazione     | Binomio                 | Binomio       | Punti singole prove | Punti singole prove | Punti singole prove | Punti singole prove | Totale  |
| Pos.    | Nazione     | Cavaliere               | Cavallo       | Cross 50Km          | Cross 20Km          | Salto               | Totale              | Totale  |
| ------- | ----------- | ----------------------- | ------------- | ------------------- | ------------------- | ------------------- | ------------------- | ------- |
| Oro     | Svezia      | Helmer Mörner           | Germania      | 900,00              | 555,00              | 320,00              | 1775,00             | 5057,50 |
| Oro     | Svezia      | Åge Lundström           | Yrsa          | 900,00              | 570,00              | 268,75              | 1738,75             | 5057,50 |
| Oro     | Svezia      | Georg von Braun         | Diana         | 870,00              | 630,00              | 43,75               | 1543,75             | 5057,50 |
| Oro     | Svezia      | Gustaf Dyrsch           | Salamis       | 600,00              | DNF                 | -                   | -                   | 5057,50 |
| Argento | Italia      | Ettore Caffaratti       | Caniche       | 862,50              | 600,00              | 271,25              | 1733,75             | 4735,00 |
| Argento | Italia      | Garibaldi Spighi        | Otello        | 900,00              | 540,00              | 207,50              | 1647,50             | 4735,00 |
| Argento | Italia      | Giulio Cacciandra       | Facetto       | 900,00              | 0,00                | 453,75              | 1353,75             | 4735,00 |
| Argento | Italia      | Carlo Asinari           | Savari        | 765,00              | 480,00              | 0,00                | 1245,00             | 4735,00 |
| Bronzo  | Belgio      | Roger Moeremans d'Emaüs | Sweet Girl    | 787,50              | 600,00              | 265,00              | 1652,50             | 4560,00 |
| Bronzo  | Belgio      | Oswald Lints            | Martha        | 900,00              | 615,00              | 0,00                | 1515,00             | 4560,00 |
| Bronzo  | Belgio      | Jules Bonvalet          | Weppelghem    | 885,00              | 255,00              | 252,50              | 1392,50             | 4560,00 |
| Bronzo  | Belgio      | Jacques Misonne         | Gaucho        | 765,00              | 480,00              | 37,50               | 1282,50             | 4560,00 |
| 4       | Stati Uniti | Harry Chamberlin        | Nigra         | 870,00              | 570,00              | 128,75              | 1568,75             | 4477,50 |
| 4       | Stati Uniti | William West            | Black Boy     | 900,00              | 570,00              | 88,75               | 1558,75             | 4477,50 |
| 4       | Stati Uniti | John Burke Barry        | Raven         | 870,00              | 480,00              | 0,00                | 1350,00             | 4477,50 |
| 4       | Stati Uniti | Sloan Doak              | Deceive       | 600,00              | DNF                 | -                   | -                   | 4477,50 |
| -       | Francia     | Édouard Saint-Poulof    | Josette       | 862,50              | 525,00              | 0,00                | 1387,50             | -       |
| -       | Francia     | Camille de Sartiges     | Jehova        | 855,00              | 495,00              | 2,50                | 1352,50             | -       |
| -       | Francia     | Jules de Vrégille       | Grand Manitou | 600,00              | DNF                 | -                   | -                   | -       |
| -       | Francia     | André Vidart            | Maxime        | 600,00              | DNF                 | -                   | -                   | -       |
| -       | Norvegia    | Knut Gysler             | Emden         | 870,00              | 585,00              | 82,50               | 1537,50             | -       |
| -       | Norvegia    | Eugen Johansen          | Nökken        | 892,50              | 375,00              | 161,25              | 1428,75             | -       |
| -       | Norvegia    | Bjørn Bjørnseth         | Lydia         | 600,00              | DNF                 | -                   | -                   | -       |